# Motorola ROKR E1
Điện thoại Motorola ROKR E1 (/ˈrɒkɚ/ "rocker") là điện thoại di động đầu tiên tích hợp trình chơi nhạc của Apple Inc. là iTunes. Nó được ra mắt vào 7 tháng 9 năm 2005 trong một sự kiện đặc biệt do Apple tổ chức tại San Francisco, California. Chiếc điện thoại này đã được chờ đợi từ rất lâu, từ khi các trang tin công nghệ đồn rằng có sự hợp tác giữa Motorola và Apple từ tháng 12 năm 2004.

## Thông tin và sự chấp thuận
ROKR E1 là một phiên bản được đóng gói lại từ Motorola E398 candybar với công nghệ được Apple cấp giấy phép để chơi nhạc mua từ iTunes Music Store. Chức năng của nó được thể hiện ở trình chơi nhạc có giao diện khá giống iPod. 
Trong khi điện thoại đi kèm với thẻ nhớ 512 MB microSD, firmware của máy chỉ cho phép nạp 100 bài hát.
Rất nhiều người dùng đã phát hiện ra rằng việc truyền nhạc quá chậm vì thiếu sự hỗ trợ từ Hi-Speed USB. Sau này,ROKR bị chỉ trích quá nhiều vì có nhiều điểm tương đồng với E398. Kết quả là ROKR E1 có doanh thu dưới mức dự tính. Quan hệ giữa Motorola và Apple đã bị sứt mẻ vì cho ra mắt iPod nano ở cùng thời điểm, và Motorola CEO Ed Zander sau này cáo buộc Apple cắt đứt mối quan hệ với ROKR.
ROKR E1 được thay thế bằng ROKR E2 không có iTunes và kế thừa bởi SLVR L7 có khả năng cài iTunes.

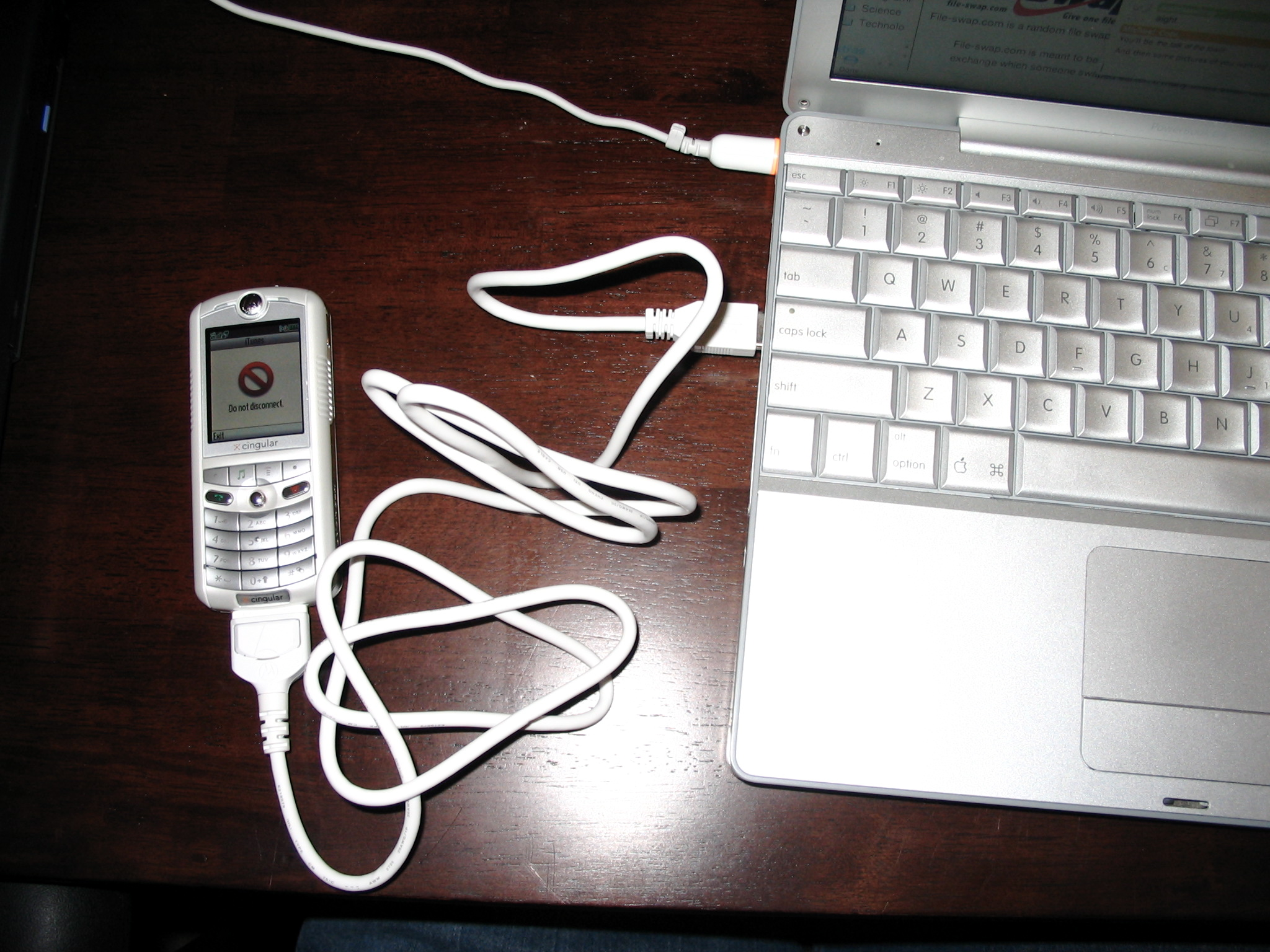
ROKR kết nối với Apple Powerbook G4.

## Nhà cung cấp
Điện thoại này được cung cấp bởi:
- Argentina: Personal, Movistar, CTI Movil
- Australia: Optus (trước là Telstra)
- Brazil: Oi, TIM, Claro, Brasil Telecom GSM
- Canada: Rogers Wireless
- Chile: movistar, Entel PCS (ngừng hoạt động)
- El Salvador: Claro
- Pháp: Bouygues Télécom
- Đức: T-Mobile
- Guatemala: Claro Tigo
- Israel: Cellcom (Israel)
- Italy: TIM
- Mexico: Telcel
- Hà Lan: T-Mobile
- Panama: Movistar
- Perú: Claro
- Philippines: Globe Telecom
- Portugal: Optimus
- Cộng hòa Ireland: O2
- Thụy Điển: Telia
- Trinidad và Tobago: Digicel, Bmobile
- Vương quốc Anh: O2, T-Mobile, Tesco Mobile, Virgin Mobile
- USA: Cingular Wireless (ngưng hoạt động)
- Venezuela: Digitel